# Токівська сільська рада (Апостолівський район)
| Токівська сільська рада — колишній орган місцевого самоврядування у Апостолівському районі Дніпропетровської області з адміністративним центром у селищі Токівське. Сільській раді підпорядковані населені пункти: - c-ще Токівське - с-ще Тік - с-ще Червоний Запорожець - с. Червоний Тік |

## Склад ради
Рада складається з 20 депутатів та голови.

## Керівний склад сільської ради
| ПІБ                      | Основні відомості                                                                       | Дата обрання | Дата звільнення |
| ------------------------ | --------------------------------------------------------------------------------------- | ------------ | --------------- |
| Купріна Лідія Гнатівна   | Сільський голова, 1946 року народження, освіта, позапартійна                            | 26.03.2006   | 31.10.2010      |
| Мартян Віктор Вікторович | Сільський голова, 1957 року народження, освіта середня спеціальна, член Партії регіонів | 31.10.2010   |                 |

Примітка: таблиця складена за даними джерела

## Населення
Згідно з переписом УРСР 1989 року чисельність наявного населення сільської ради становила 3260 осіб, з яких 1552 чоловіки та 1708 жінок.
За переписом населення України 2001 року в сільській раді мешкало 2930 осіб.

### Мова
Розподіл населення за рідною мовою за даними перепису 2001 року:
| Мова       | Відсоток |
| ---------- | -------- |
| українська | 92,74 %  |
| російська  | 6,92 %   |
| білоруська | 0,10 %   |
| молдовська | 0,07 %   |
| вірменська | 0,03 %   |